# Lopholepis
Lopholepis Decne. é um género botânico pertencente à família Poaceae.

## Sinônimo
- Holboellia Hook. (SUH)